# La Tour (film)
Pour les articles homonymes, voir La Tour.
Pour plus de détails, voir Fiche technique et Distribution.
La Tour est un court métrage muet français de René Clair, sorti en 1928.

## Synopsis
La Tour Eiffel, filmée par René Clair.

## Fiche technique
- Titre original : La Tour
- Réalisation : René Clair, assisté de Georges Lacombe
- Scénario : René Clair
- Photographie : Georges Périnal et Nikolas Roudakoff
- Pays de production : France
- Société de production : Films Albatros
- Format : Noir et blanc - 35 mm - Film muet
- Genre : documentaire
- Durée : 14 minutes
- Date de sortie : 1928